# Strobilazione

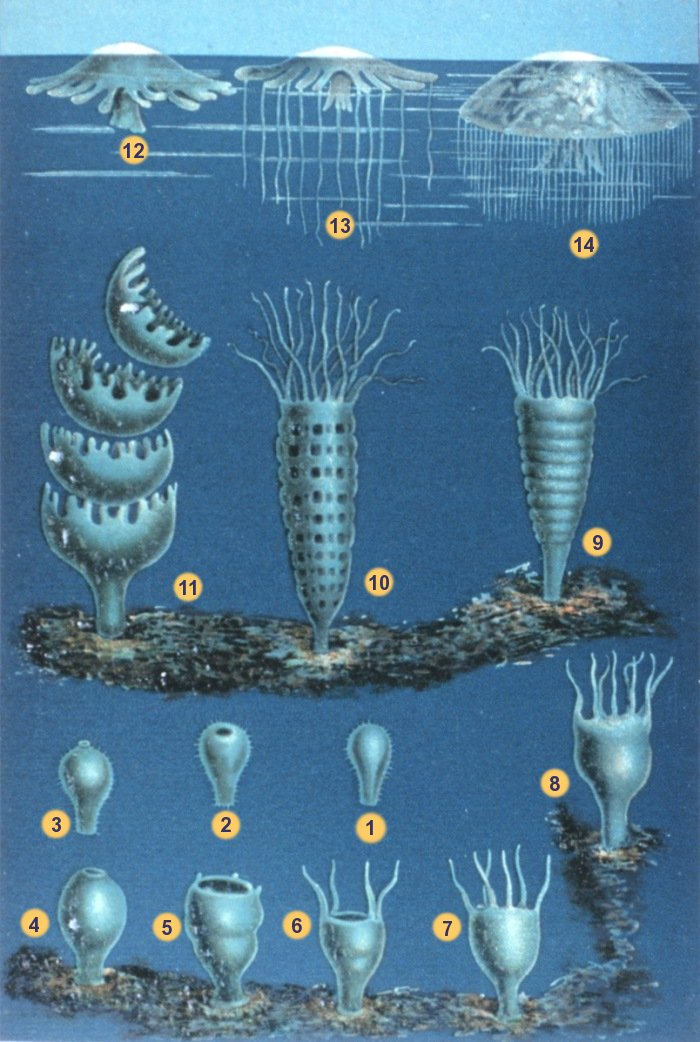
Ciclo vitale di una scifomedusa, la strobilazione avviene tra gli stadi 10 e 11

La strobilazione è una forma di riproduzione asessuata per segmentazione spontanea e trasversale del corpo.  Questo modo riproduttivo è presente presso alcuni celenterati e elminti ed è caratterizzato dalla creazione di un elevato numero di discendenti.

## Strobilazione nei cnidari
Nelle meduse Scyphozoa con una fase transitoria polipoide, la strobilazione consiste in una serie di divisioni trasversali del corpo molto ravvicinate, a partire dalla zona apicale. La scissione trasversale del polipo maturo nello stadio noto come scifistoma può generare centinaia di sezioni a disco (fino a 500 nella Atorella vanhoeffeni) le quali misurano da 0.2 mm a 2 mm di diametro ed possono avere uno spessore dai 0.05 mm ai 0.2 mm. Ognuno dei dischetti, a sviluppo ultimato, si distacca dal resto dello scifopolipo sotto forma di efira, stadio precoce e pelagico della fase medusoide. Dopo alcune settimane, l'efira aumenta di dimensioni ed assume le caratteristiche e l'aspetto della medusa adulta.

## Strobilazione negli elminti (platelminti)
Nei vermi parassiti, il corpo si segmenta a partire dalla testa ed il collo. Nei cestodi, questo processo avviene di continuo, il che riflette l'importante ruolo della riproduzione nel modo di vita del parassita. In questi casi, la sezione staccatasi dal corpo per strobilazione è chiamata strobila, o scolex, ed è costituito a sua volta da proglottidi, segmenti che crescendo allungano il corpo del cestoide. Quando sono mature, le proglottidi sono organi riproduttivi ermafroditi cariche di uova. Le più vecchie, disposte nella coda del cestoide, si staccano, depositando le uova nelle feci dell'ospite.